# Principauté de Piémont
Pour les articles homonymes, voir Piémont (homonymie).
1424–1946
Entités précédentes :
- Saint-Empire
-  Seigneurie de Piémont

Entités suivantes :
- Italie
-  Région de Piémont

La principauté de Piémont était un État de la maison de Savoie.

## Histoire
En 1418, le dernier membre de la branche de la maison de Savoie-Achaïe, Louis de Savoie-Achaïe, meurt sans héritier mâle,. Il a épousé Bonne de Savoie, sœur du comte puis duc de Savoie Amédée VIII, qui hérite de la seigneurie de Piémont. En 1424, ce dernier érige celle-ci en principauté, l’héritier de la couronne de la maison de Savoie prenant ensuite le titre de prince de Piémont, lequel perdurera dans le royaume de Sardaigne puis dans le royaume d'Italie.
Le 2 juin 1946, par référendum, le peuple italien choisit la république plutôt que la monarchie. La Principauté de Piémont disparaît au profit de la région de Piémont, bien que le titre de prince de Piémont continue à être revendiqué par les descendants de la maison de Savoie.

## Derniers héritiers de Savoie-Achaïe

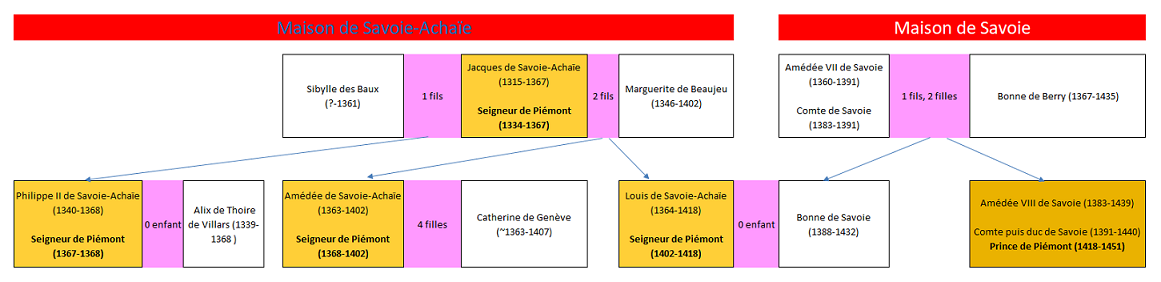
Extinction de la banche Savoie-Achaïe (à gauche, bleu sur rouge) :
- héritiers du titre de seigneur de Piémont (en orange clair)
- premier titulaire du titre de prince de Piémont (en orange foncé).